# اریک اوکاتو
اریک اوکاتو (انگلیسی: Eric Akoto؛ زادهٔ ۲۰ ژوئن ۱۹۸۰) یک بازیکن فوتبال اهل توگو است.
وی همچنین در تیم ملی فوتبال توگو بازی کرده‌است.